# 肖岭水库
肖岭水库是中国浙江省杭州市桐庐县境内的一座水库，位于富春江支流大源溪上，建于1963年。水库正常库容为1003万立方米，集雨面积为108平方千米，海拔为125米。